# 全秉浩
全 秉浩（チョン・ビョンホ、朝鮮語: 전병호、1926年3月20日 - 2014年7月7日）は、朝鮮民主主義人民共和国の政治家。

## 経歴
日本統治時代の朝鮮平安北道（現：慈江道）生まれ。朝鮮労働党書記、党軍需工業部長、党政治局員を歴任。北朝鮮の核兵器やミサイルの開発にも深く関わった。
2003年9月から2011年4月まで朝鮮民主主義人民共和国国防委員会委員を務める。
2014年7月7日、急性心筋梗塞のため死去。88歳没。